# R U Crazy
«R U Crazy» —en español: «Estas Loco»— es una canción del cantante británico Conor Maynard. Esta es el primer sencillo del segundo álbum de estudio del cantante y fue lanzada el 4 de octubre de 2013. La canción está escrita por Maynard, Eagle Eye y Labrinth quien también la produjo.

## Antecedentes
El 22 de agosto de 2013, a través de un vídeo subido en su canal oficial de YouTube, Maynard anunció que su próximo single se llamaría "R U Crazy". La canción fue lanzada por radio el 26 de agosto y el vídeo fue lanzado al otro día.

## Lista de canciones
Descarga Digital
1. "R U Crazy" (Radio Edit) – 3:27

EP Digital
1. "R U Crazy" – 4:13
2. "R U Crazy" (Raf Riley Remix) – 3:47
3. "R U Crazy" (DJ Joachim Remix) – 4:30
4. "R U Crazy" (Horror Stories Remix) – 3:07
5. "R U Crazy" (Jason Julian Remix) – 3:59

Descarga Digital
1. "R U Crazy" (Labs Swing Version) – 2:53

Descarga Digital
1. "R U Crazy" (Acoustic Live) – 2:42